# St. Georg und St. Wendelinus (Trier-Irsch)
Koordinaten: 49° 43′ 27,1″ N, 6° 41′ 56″ O
Die katholische Kirche St. Georg und St. Wendelinus ist eine Pfarrkirche in Trier im Stadtteil Irsch an der Propstei.

## Geschichte und Architektur
Die Kirche geht auf einen mittelalterlichen Vorgängerbau zurück, von dem jedoch nur noch der gotische Kirchturm erhalten geblieben ist. Das Kirchenschiff wurde 1833 wegen Baufälligkeit abgerissen. Das heutige Kirchenschiff war die ehemalige Zehntscheune der Irscher Burg und wird in dieser Form seit 1834 genutzt. Der Umbau der Zehntscheune erfolgte dabei im Stil des Klassizismus.

## Ausstattung
Die Ausstattung wurde größtenteils aus dem Vorgängerbau übernommen. Die Ausmalung stammt von 1903.

## Orgel
In der Kirche steht eine noch weitgehend erhaltene Orgel von Romanus Benedikt Nollet, die ursprünglich 1763–1765 für die St.-Antonius-Kirche in Trier gebaut wurde. Nach Reparatur durch Franz Heinrich Stumm im Jahr 1827 kam sie 1857 für 200 Taler nach Irsch und wurde hier von Heinrich Voltmann renoviert und aufgestellt. 1861 erklang die Orgel schließlich erstmals in der Irscher Pfarrkirche.
1980 wurde sie von Oberlinger (Windesheim) restauriert. Eine umfangreiche Instandsetzung und Restaurierung des historischen Pfeifenwerkes erfolgte 2024 durch die Werkstatt Johannes Rohlf (Neubulach). Seit dem Jahr 1980 hat das Instrument folgende Disposition:
| Manual C–f3 |             |     |
| 1.          | Bourdon     | 16′ |
| 2.          | Principal   | 8′  |
| 3.          | V. d. Gamba | 8′  |
| 4.          | Flöt trav.  | 8′  |
| 5.          | Gedackt     | 8′  |
| 6.          | Octave      | 4′  |
| 7.          | Flöt        | 4′  |
| 8.          | Quint       | 3′  |
| 9.          | Octav       | 2′  |
| 10.         | Mixtur IV   |     |
| 11.         | Trompet B+D | 8′  |

| Pedalwerk C–d1 |                |     |
| 12.            | Subbass        | 16′ |
| 13.            | Octavbass      | 8′  |
| 14.            | Principalflöte | 4′  |
| 15.            | Posaune        | 16′ |

- Koppeln: Pedalkoppel

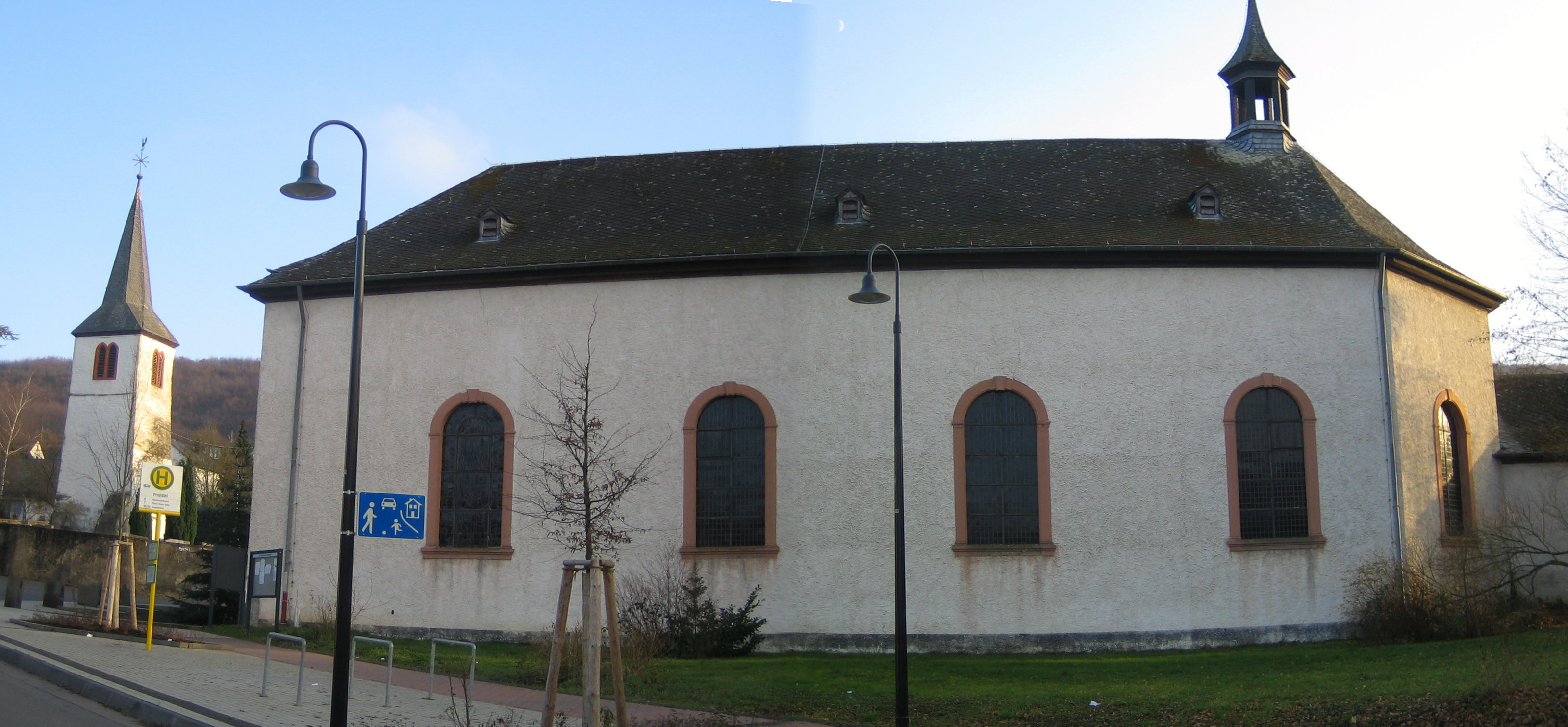
Ansicht von Nordwest
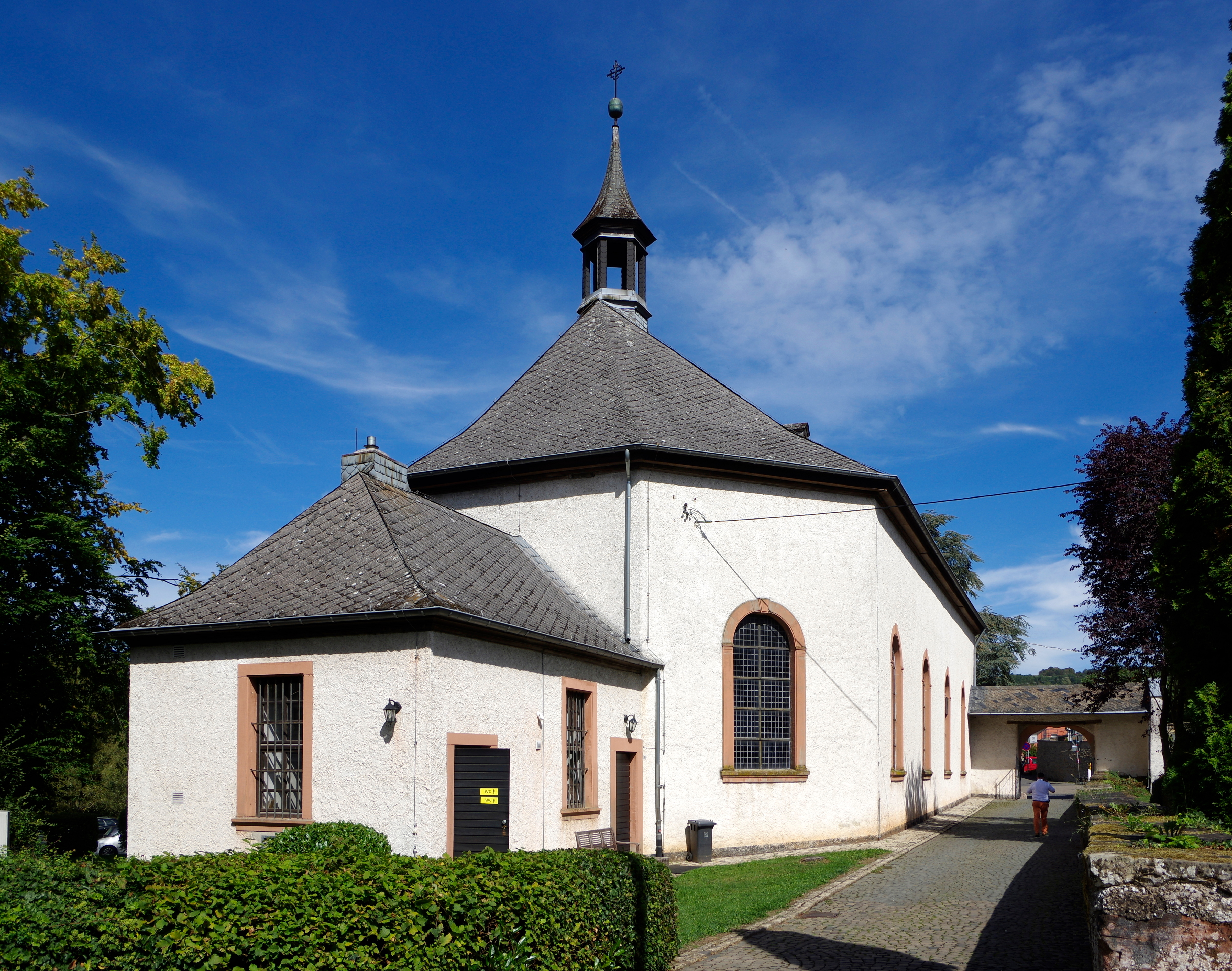
Ansicht von Südwest
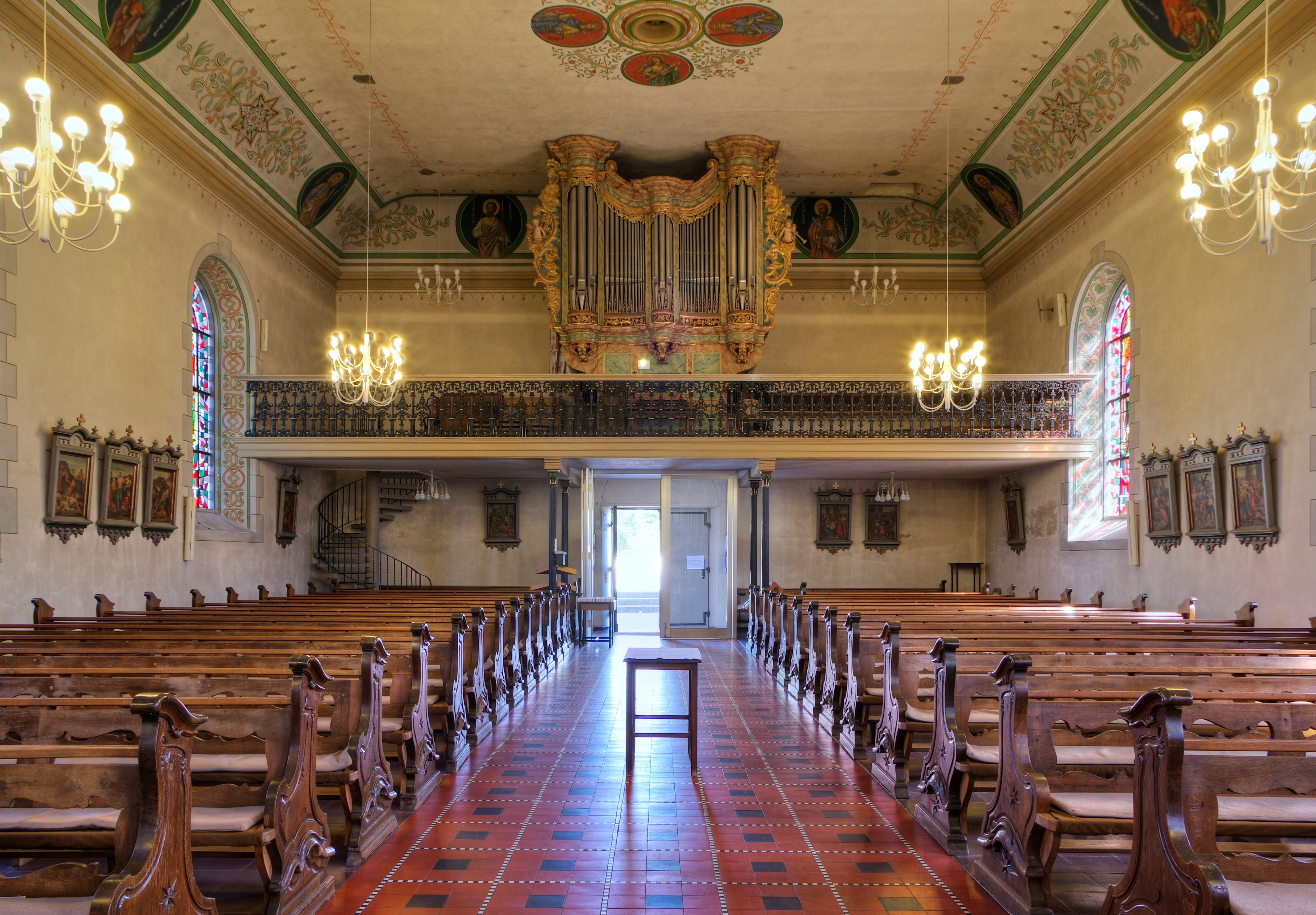
Innenraum, Blick zur Orgel
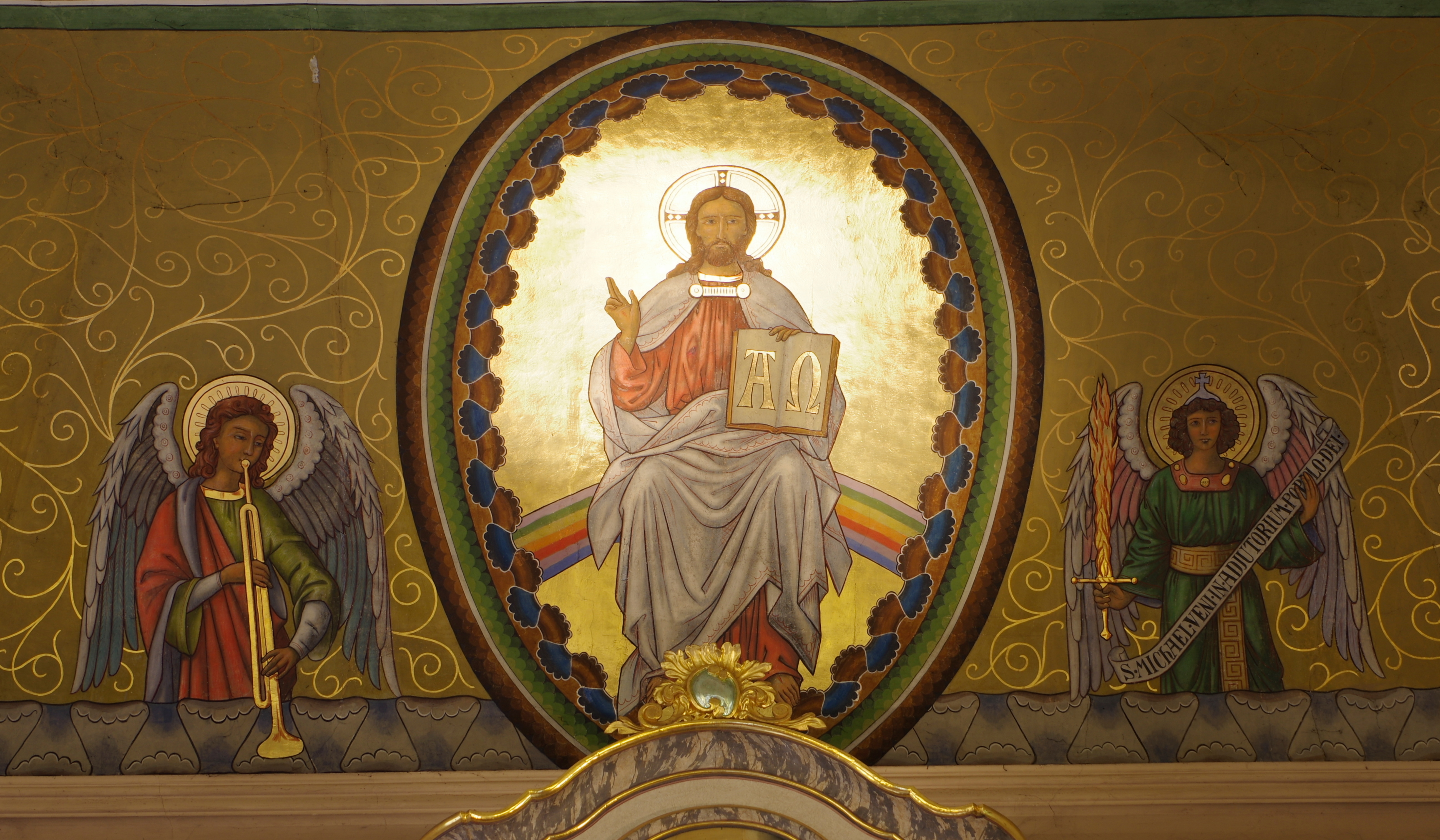
Christus Pantokrator über dem Altar
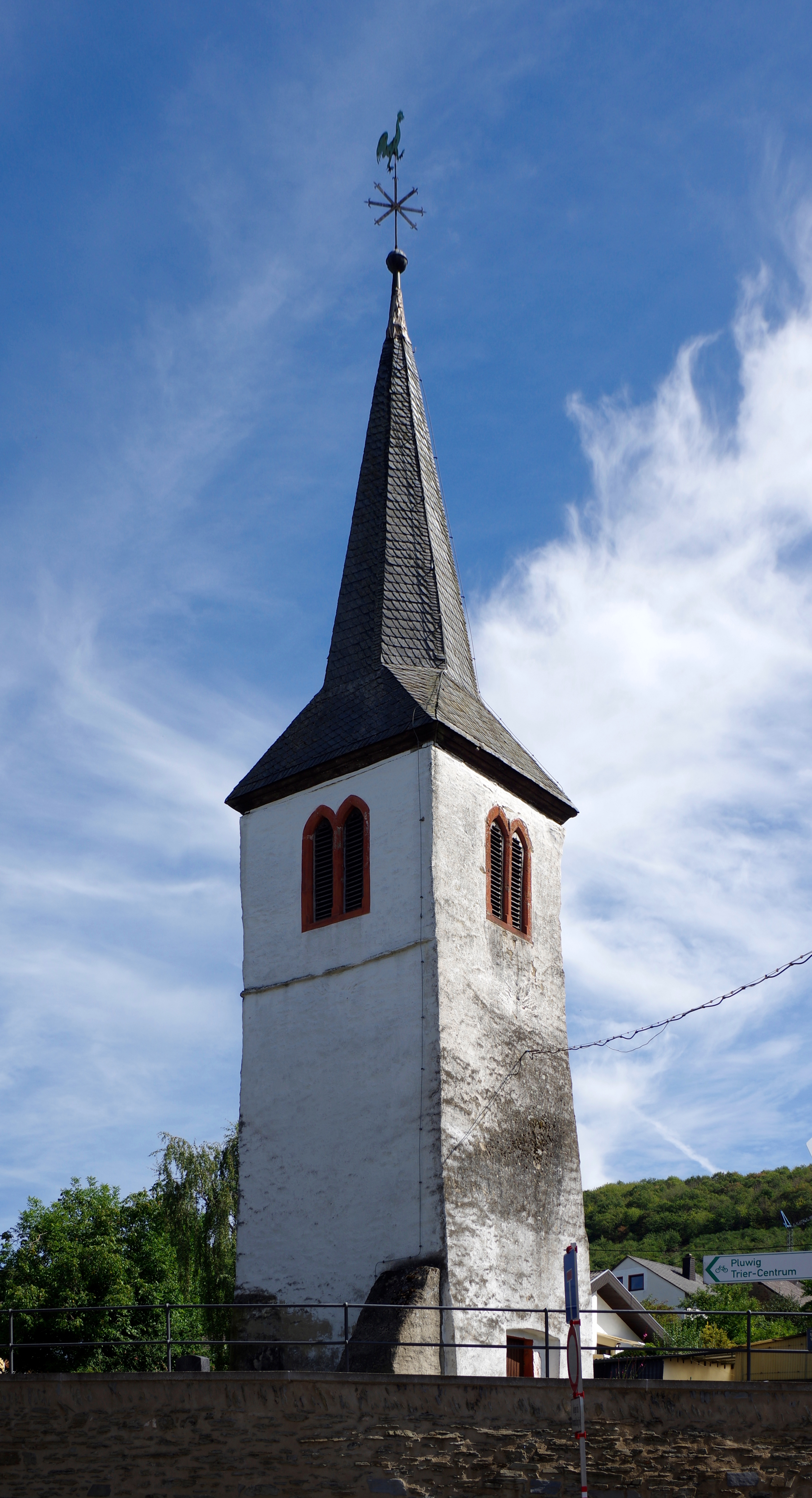
Turm des Vorgängerbaus